# Гарифуна (язык)
Гарифуна — язык народа гарифуна, распространён на территории Гондураса, Белиза и Гватемалы. Некоторое количество носителей проживает в Никарагуа, в районе Берега Москитов. Относится к аравакской языковой семье. Часть лексики гарифуна делится на употребляемую только мужчинами и на употребляемую только женщинами. Это не относится ко всему словарю. Интересно, что в таких случаях мужская лексика происходит преимущественно из карибского языка, а женская — из аравакских языков. Был признан шедевром устного и нематериального культурного наследия в 2009 году, наряду с танцами и музыкой гарифуна.
По данным справочника Ethnologue имеется около 195 800 носителей языка: около 98 000 — в Гондурасе, около 16 700 чел. — в Гватемале, около 16 100 чел. — в Белизе. Распространён также в Никарагуа, несколько носителей проживают в США (Нью-Йорк).
Словарь гарифуна состоит на 45 % из аравакской лексики, на 25 % из карибской, на 15 % из французской, на 10 % из английской. Имеются испанские заимствования и некоторое количество слов из африканских языков.
Характерный для гарифуна порядок слов — VSO.

## Множественное число
Образование множественного числа беспорядочно, достигается благодаря ряду суффиксов:
- isâni «ребёнок» — isâni-gu «дети»
- wügüri «мужчина» — wügüri-ña «мужчины»
- hiñaru «женщина» — hiñáru-ñu «женщины»
- itu «сестра» — ítu-nu «сёстры»

## Числительные
За исключением первых трёх чисел, числительные гарифуна французского происхождения, основаны на двадцатеричной системе счисления:
- 1 = aban
- 2 =biñá, biama, bián
- 3 = ürüwa (< trois)
- 4 = gádürü (< quatre)
- 5 = seingü (< cinq)
- 6 = sisi (< six)
- 7 = sedü (< sept)
- 8 = widü (< huit)
- 9 = nefu (< neuf)
- 10 = dîsi (< dix)
- 11 = ûnsu (< onze)
- 12 = dûsu (< douze)
- 13 = tareisi (< treize)
- 14 = katorsu (< quatorze)
- 15 = keinsi (< quinze)
- 16 = dîsisi, disisisi (< «dix-six» → seize)
- 17 = dîsedü, disisedü (< dix-sept)
- 18 = dísiwidü (< dix-huit)
- 19 = dísinefu (< dix-neuf)
- 20 = wein (< vingt)
- 100 = san (< cent)
- 1,000 = milu (< mil)